# DreamCatcher Interactive
DreamCatcher Interactive, известная также как DreamCatcher Games — компания-издатель компьютерных игр, основанная в 1996 году Ричардом Ва Каном в Торонто (Онтарио, Канада).
В 2002 году DreamCatcher Interactive приобрела большую часть активов французской компании Cryo Interactive, заложив основу DreamCatcher Europe.
Наибольшую известность компании принесли шутер «Painkiller», а также приключенческая игра «The Crystal Key».
4 ноября 2006 года компания JoWooD Entertainment объявила о приобретении DreamCatcher Games с целью продвижения на североамериканский рынок компьютерных игр. В 2011 году тяжёлое положение JoWooD Productions привело к тому, что её активы, включая DreamCatcher Interactive, были поглощены компанией Nordic Games, а сама DreamCatcher стала торговой маркой последней.

## Подразделения компании
- The Adventure Company
- Silverline Software